# Valtatie 8

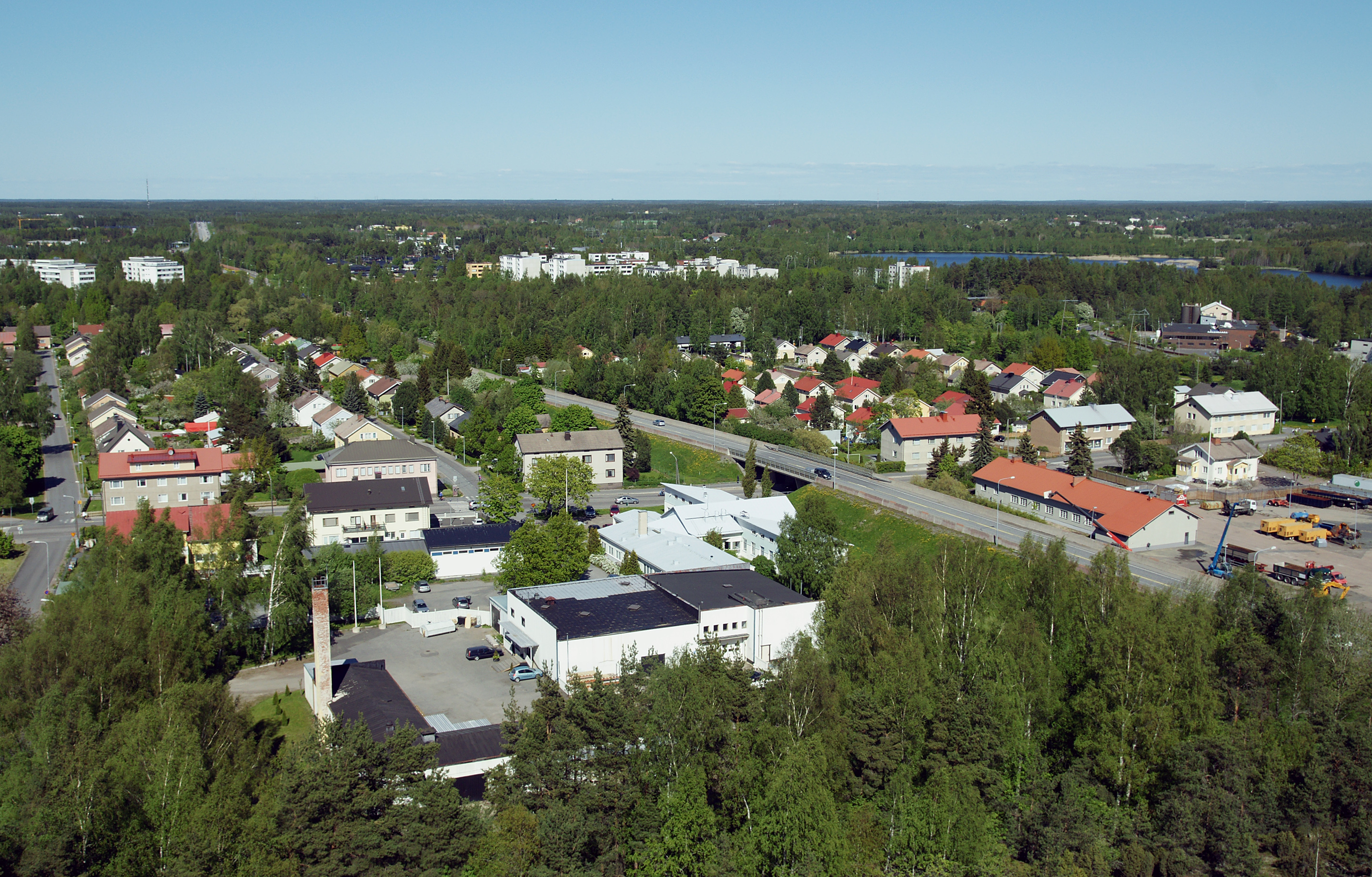
La Valtatie 8 nei pressi di Rauma

La Valtatie 8 (in svedese Riksväg 8) è una strada statale finlandese. Ha inizio a Turku e si dirige verso nord, costeggiando per la totalità del percorso il Golfo di Botnia, dove si conclude dopo 626 km nei pressi di Liminka.

## Percorso
La Valtatie 8 tocca i comuni di Raisio, Masku, Nousiainen, Mynämäki, Laitila, Pyhäranta, Rauma, Eurajoki, Luvia, Pori, Merikarvia, Kristinestad, Närpes, Malax, Korsholm, Vaasa, nuovamente Korsholm, Vörå, Nykarleby, Pedersöre, Kronoby, Kokkola, Kalajoki, Pyhäjoki, Raahe, Siikajoki, e Lumijoki.